# Claudine Monteil
Pour les articles homonymes, voir Monteil.
 (mai 2013).
Si vous disposez d'ouvrages ou d'articles de référence ou si vous connaissez des sites web de qualité traitant du thème abordé ici, merci de compléter l'article en donnant les références utiles à sa vérifiabilité et en les liant à la section « Notes et références ».
Claudine Monteil, née le 29 novembre 1949 à Paris, est une écrivaine, historienne et diplomate française.

## Biographie
Née en 1949 dans une famille universitaire et scientifique, elle a été inspirée dans sa lutte pour les droits des femmes par l'exemple de sa mère, la chimiste Josiane Serre, ancienne directrice de l'École normale supérieure de jeunes filles (ex-Sèvres). Celle-ci a aidé des jeunes femmes à accéder à des postes de responsabilité jusqu'alors réservés aux hommes. Le père de Claudine Monteil est le mathématicien Jean-Pierre Serre, médaille Fields, prix Abel, professeur honoraire au Collège de France et grand-croix de la Légion d'honneur.
Active dans les mouvements étudiants des années 1968-1970 auprès du philosophe Jean-Paul Sartre qu'elle a bien connu, elle s'engage en 1970, à l'âge de 20 ans, dans le Mouvement de libération des femmes. Elle signe le manifeste des 343 appelant à la dépénalisation de l'avortement. Elle se lie d'amitié avec Simone de Beauvoir, auteur du Deuxième Sexe, jusqu'à sa disparition en 1986. Celle-ci la présente à sa sœur, l'artiste-peintre Hélène de Beauvoir, dont elle sera également très proche. Elle écrit d'abord sous son nom de naissance, Claudine Serre, puis compte tenu de sa carrière diplomatique, adopte en 1995 le pseudonyme de Claudine Monteil, sous lequel elle écrit encore aujourd'hui.
En plus de ses activités littéraires, Claudine Monteil est également une ancienne diplomate française. Elle a occupé plusieurs postes au sein du ministère des Affaires étrangères et du développement international jusqu'à fin 2014, notamment en lien avec les institutions spécialisées des Nations unies ayant trait aux dossiers économiques, aux droits des femmes et des enfants (UNICEF, FNUAP etc.) et à la culture (Unesco)[réf. nécessaire].
Claudine Monteil est également chevalier de la Légion d'honneur, une distinction reçue sous son nom de naissance, Claudine Serre.
Depuis 2019, Claudine Monteil s'est associée à Feminists in the City en tant que marraine. Elle l'accompagne dans toutes ses initiatives, dans une démarche de sororité intergénérationnelle.

## Décoration
- Chevalière de la Légion d'honneur (2002)

## Prix
- 2023 : Prix Assurance et Parité pour "Marie Curie et ses filles" Editions Calmann-Lévy/ Harper Collins poche
- 2024: Prix du Festival Protestant du Livre pour "Mes dimanches chez Simone de Beauvoir" Editions Ampelos.

## Ouvrages
Claudine Monteil donne des conférences à travers le monde pour témoigner de l'histoire des droits des femmes au XXe siècle et de son amitié avec Sartre et Beauvoir. Outre un doctorat de troisième cycle sur Simone de Beauvoir, elle a publié les ouvrages suivants traduits en plusieurs langues :

### Biographies
- 1995 : Simone de Beauvoir le mouvement des femmes, mémoires d'une jeune fille rebelle, éditions Alain Stanké, Montréal,  (ISBN 2-7604-0502-8) ; éditions du Rocher, Paris, 1996  (ISBN 2 268 02281 1) et traductions en japonais et suédois.
- 1999 : Les Amants de la liberté, Sartre et Beauvoir dans le siècle, Éditions 1 (actuellement Editions Calmann-Lévy), Paris, (traductions en grec, portugais, suédois, japonais, chinois, roumain, turc); en poche éditions Flammarion, collection J'ai lu n° 6133,  (ISBN 978-2-290-31728-0)
- 2003 : Les Sœurs Beauvoir, Éditions 1(actuellement Éditions Calmann-Lévy), Paris, (traductions en anglais, coréen, espagnol, allemand, chinois, italien, suédois),  (ISBN 978-2-84612-113-2).
- 2006 : Simone de Beauvoir, côté femme, Timée-éditions, Paris, illustré avec photos (traduction en chinois),  (ISBN 2-915586-42-X)
- 2001 : Les Amants des Temps Modernes : Oona et Charlie Chaplin, Éditions 1 (actuellement Éditions Calmann-Lévy), Paris, 2001 (traductions en grec et portugais), Charlie Chaplin et son épouse, Oona Chaplin, qui comprend des témoignages des enfants Chaplin,  (ISBN 2-84612-022-6).
- 2016 : Ève Curie, l'autre fille de Pierre et Marie Curie, éditions Odile Jacob, Paris, sur Ève Curie, fille cadette de Pierre et Marie Curie, première biographie jamais écrite de cette héroïne de la France Libre,  (ISBN 978-2-7381-3355-7).
- 2021 : Marie Curie et ses filles, Éditions Calmann-Lévy, Paris,  (ISBN 978-2-7021-8039-6) et en version poche, Éditions Harper Collins Poche, Paris,  (ISBN 9791033913986).
- 2023 : Mes dimanches chez Simone de Beauvoir, Editions Ampelos, 978-2-3561-8237-1

### Essais
- 2009 : Simone de Beauvoir, modernité et engagement, éditions L'Harmattan, Paris,  (ISBN 978-2-296-10025-1).
- 2011 : Simone de Beauvoir et les femmes aujourd'hui, éditions Odile Jacob, Paris,  (ISBN 978-2-7381-2670-2).

### Romans
- 2010 : Complots mathématiques à Princeton, éditions Odile Jacob, Paris,  (ISBN 978-2-7381-2430-2).

### Articles et revues
- "La parole des femmes dans la presse féminine", Les Temps Modernes, numéro spécial n°333-334, Les femmes s'entêtent, avril-mai 1974, Paris, signée Claudine. Parution aux éditions Gallimard, collection Idées, 23,  (ISBN 2-07-035336-2).
- "Les femmes du cinéma et la presse féminine", Image et Son, n°283, avril 1974, page 37-41, signée Claudine Serre.
- "Un point de vue sur la femme dans le cinéma français : des images pour un album à refaire", Le Monde, 27 novembre 1975, signée Claudine Serre.
- "L'image des hommes dans le cinéma, la femme absente", Le Monde, 1er avril 1976, signée Claudine Serre.
- "L'éveil des femmes en Suisse ", Le Monde, 16-17 octobre 1977, signée Claudine Serre.
- "Simone de Beauvoir, une tâche pour les femmes : Vivre", Le Monde, 10-11 janvier 1978, signée Claudine Serre.
- "Simone de Beauvoir, L'engagement d'une œuvre et d'une vie, Le Monde, 20-21 avril 1986, signée Claudine Serre ; nécrologie.
- "Les Beauvoir", Le Monde, 20-21 avril 1986, signée Claudine Serre.
- "Simone de Beauvoir et le Mouvement des Femmes, un témoignage", Simone de Beauvoir Studies, Études Beauvoiriennes, n°14, 1997.
- "L'héritage politique de Beauvoir : Simone de Beauvoir et le mouvement des femmes, un témoignage, Cinquantenaire du Deuxième Sexe, éditions Syllepse, 2002, Paris,  (ISBN 978-2913165618).
- "Hommage à Hedy Lamarr : en pleine deuxième Guerre mondiale, l'actrice sous les lumières d'Hollywood devient une scientifique de l'ombre", Lesbia Magazine, n°270, juillet-août 2007.
- "La modernité de Simone de Beauvoir dans le contexte de la globalisation : la condition des femmes dans le monde vingt ans après sa disparition", Lesbia Magazine, n°263, décembre 2007.
- "Elsa Triolet et Simone de Beauvoir, deux femmes témoins de leur siècle", L'identité féminine dans l'œuvre d'Elsa Triolet, sous la coordination de Thomas Stauder, Éditions Narr Verlag, Tübingen, 2010.
- "Jean-Paul Sartre et Simone de Beauvoir sous le regard de la diplomatie", Revue d'histoire diplomatique, éditions A.Pedone, 2011, Paris.
- "Les femmes astronautes n'ont pas marché sur la Lune et pourtant elles ont conquis l'espace", Revue de l'École normale supérieure Ulm, L'Archicube, n°27 La Lune, décembre 2019, signée Claudine Serre.
- "Gisèle Halimi et Simone de Beauvoir - Deux combattantes unies pour la justice et la liberté des femmes", Clara Magazine, n°181, septembre 2020.
- "Images des femmes, de l'invisibilité aux nouveaux défis", Revue de l'École normale supérieure Ulm, L'Archicube, n°29 Ce que disent les images, décembre 2020, signée Claudine Serre.
- "Un tour du monde en 72 jours. Le pari réussi de Nellie Bly", Revue de l'École normale supérieure Ulm, L'Archicube, n°31 Explorer, décembre 2021, signée Claudine Serre.

### Poèmes
- "Nos cris traversent les murailles", Cent lettres aux femmes afghanes, Editions 1 (actuellement Calmann-Lévy), 2002, Paris.
- "Nous les femmes, nous les encriers" et "Je/femme", Les Temps Modernes, numéro spécial n°333-334, Les femmes s'entêtent, avril-mai 1974, Paris, signée Claudine. Parution aux éditions Gallimard, collection Idées, 23,  (ISBN 2-07-035336-2).

Claudine Monteil a publié des articles dans Le Monde, et dans d'autres revues sur Simone de Beauvoir, Jean-Paul Sartre, Eleanor Roosevelt, Elsa Triolet, Louis Aragon, Hansa Mehta et des féministes américaines comme Lorraine Rothman. Certains de ses poèmes ont paru dans des ouvrages et revues littéraires dont Lettres aux femmes afghanes, Hachette, Paris, 2001.